# Ingrid Klimke
Ingrid Klimke (Münster, 1º aprile 1968) è una cavallerizza tedesca, vincitrice della medaglia d'oro alle Olimpiadi di Pechino 2008 e di Londra 2012, nel Completo a squadre.

## Biografia
In carriera vanta anche un oro a squadre ed un bronzo individuale ai Campionati europei di concorso completo ed un oro a squadre ai Campionati mondiali di equitazione.

## Partecipazioni olimpiche
1. Atene 2004
2. Pechino 2008
3. Londra 2012

## Palmarès
- Giochi olimpici

Pechino 2008: oro nel completo a squadre.
Londra 2012: oro nel completo a squadre.
Rio de Janeiro 2016: argento nel completo a squadre.
- Mondiali

Normandia 2014: oro nel concorso completo a squadre.
- Europei

Blenheim 2005: bronzo nel concorso completo individuale.
Luhmuhlen 2011: oro nel concorso completo a squadre.
Malmö 2013: oro nel concorso completo a squadre e argento nel concorso completo individuale.